# UCI-Trial-Weltmeisterschaften/Männer (20 Zoll)
Im 20-Zoll-Trial der Männer werden seit 1995 Weltmeisterschaften ausgetragen. In jenem Jahr wurden bei den UCI-Trial-Weltmeisterschaften erstmals zwischen Trial-Fahrrädern mit 20 und 26 Zoll Raddurchmessern unterschieden; zuvor fanden Wettbewerbe in der offenen Klasse statt.
Wie die anderen Trial-Wettbewerbe wurde der Wettbewerb im Laufe der Zeit bei unterschiedlichem WM-Veranstaltungen ausgetragen, von 2000 bis 2016 zusammen mit den Mountainbike-Weltmeisterschaften und seit 2017 hauptsächlich bei den Urban-Cycling-Weltmeisterschaften.

## Palmarès
| Jahr | Austragungsort                      | Gold                                | Silber                              | Bronze                              |
| ---- | ----------------------------------- | ----------------------------------- | ----------------------------------- | ----------------------------------- |
| 1995 | Großheubach                         | Jesús Hurtado                       | Christopher Noelle                  | Gerd Merkel                         |
| 1996 | Zuoz                                | Elías Bonet                         | Alfonso Méndez                      | Marc Verdaguer                      |
| 1997 | Avoriaz                             | Michael Mesick                      | Alfonso Méndez                      | Daniel Cegarra                      |
| 1998 | Cartagena                           | Juan Pedro García                   | Daniel Cegarra                      | Juan Antonio Linares                |
| 1999 | Avoriaz                             | Marco Hösel                         | Juan Antonio Linares                | Miłosz Grajewski                    |
| 2000 | Sierra Nevada                       | Daniel Comas                        | Marco Hösel                         | Juan Antonio Linares                |
| 2001 | Vail                                | Rafał Kumorowski                    | Marco Hösel                         | Benito Ros                          |
| 2002 | Kaprun                              | Marco Hösel                         | Juan Antonio Linares                | Peter Barták                        |
| 2003 | Lugano                              | Benito Ros                          | Marco Hösel                         | Vincent Hermance                    |
| 2004 | Les Gets                            | Benito Ros                          | Marco Hösel                         | Rafał Kumorowski                    |
| 2005 | Livigno                             | Benito Ros                          | Marco Hösel                         | Juan Daniel de la Peña              |
| 2006 | Rotorua                             | Marco Hösel                         | Carles Diaz                         | Benito Ros                          |
| 2007 | Fort William                        | Benito Ros                          | Carles Diaz                         | Daniel Comas                        |
| 2008 | Val di Sole                         | Benito Ros                          | Rafał Kumorowski                    | Sebastian Hoffmann                  |
| 2009 | Canberra                            | Benito Ros                          | Rafał Kumorowski                    | Loris Braun                         |
| 2010 | Mont Sainte-Anne                    | Benito Ros                          | Abel Mustieles                      | Rick Koekoek                        |
| 2011 | Champéry                            | Abel Mustieles                      | Gilles Coustellier                  | Théau Courtes                       |
| 2012 | Saalfelden                          | Abel Mustieles                      | Vincent Hermance                    | Ion Areitio                         |
| 2013 | Pietermaritzburg                    | Abel Mustieles                      | Aurélien Fontenoy                   | Kazuki Terai                        |
| 2014 | Lillehammer                         | Benito Ros                          | Abel Mustieles                      | Raphael Pils                        |
| 2015 | Vallnord                            | Abel Mustieles                      | Lucien Leiser                       | Benito Ros                          |
| 2016 | Val di Sole                         | Abel Mustieles                      | Benito Ros                          | Ion Areitio                         |
| 2017 | Chengdu                             | Abel Mustieles                      | Dominik Oswald                      | Ion Areitio                         |
| 2018 | Chengdu                             | Thomas Pechhacker                   | Ion Areitio                         | Dominik Oswald                      |
| 2019 | Chengdu                             | Dominik Oswald                      | Borja Conejos                       | Ion Areitio                         |
| 2020 | nicht ausgetragen (Corona-Pandemie) | nicht ausgetragen (Corona-Pandemie) | nicht ausgetragen (Corona-Pandemie) | nicht ausgetragen (Corona-Pandemie) |
| 2021 | Vic                                 | Borja Conejos                       | Eloi Palau                          | Alejandro Montalvo                  |
| 2022 | Abu Dhabi                           | Eloi Palau                          | Alejandro Montalvo                  | Borja Conejos                       |
| 2023 | Glasgow                             | Alejandro Montalvo                  | Borja Conejos                       | Charlie Rolls                       |
| 2024 | Abu Dhabi                           | Alejandro Montalvo                  | Borja Conejos                       | Eloi Palau                          |

## Medaillenspiegel
| Platz  | Land           | Gold | Silber | Bronze | Gesamt |
| ------ | -------------- | ---- | ------ | ------ | ------ |
| 1      | Spanien        | 22   | 16     | 16     | 54     |
| 2      | Deutschland    | 5    | 7      | 4      | 16     |
| 3      | Polen          | 1    | 2      | 2      | 5      |
| 4      | Österreich     | 1    | 0      | 0      | 1      |
| 5      | Frankreich     | 0    | 3      | 2      | 5      |
| 6      | Schweiz        | 0    | 1      | 1      | 2      |
| 7      | Großbritannien | 0    | 0      | 1      | 1      |
| 7      | Japan          | 0    | 0      | 1      | 1      |
| 7      | Niederlande    | 0    | 0      | 1      | 1      |
| 7      | Slowakei       | 0    | 0      | 1      | 1      |
| Gesamt | Gesamt         | 29   | 29     | 29     | 87     |